# Туулна
Ту́улна (ест. Tuulna küla) — село в Естонії, у волості Кейла повіту Гар'юмаа.

## Населення
Чисельність населення на 31 грудня 2011 року становила 355 осіб, з яких естонці складали 94,6 % (336 осіб).

## Географія
Село розташоване на березі бухти Лагепере (Lahepere laht) Фінської затоки.